# José Alexander García
José Alexander García Ramos (Tegucigalpa, Francisco Morazán, Honduras; 23 de febrero de 1990) es un futbolista de nacionalidad hondureña. Juega como defensa, su primer equipo fue el Club Deportivo Olimpia. Actualmente juega en el Juticalpa Fútbol Club de la Liga Nacional de Honduras.

## Clubes
| Club                    | País     | Año             |
| ----------------------- | -------- | --------------- |
| Club Deportivo Olimpia  | Honduras | 2010 - 2012     |
| Club Deportivo Victoria | Honduras | 2012            |
| Pumas San Isidro        | Honduras | 2012 - 2013     |
| Club Deportivo Motagua  | Honduras | 2013 - 2014     |
| Tela Fútbol Club        | Honduras | 2015            |
| Juticalpa Fútbol Club   | Honduras | 2015 - Presente |

## Palmarés

### Campeonatos nacionales
| Título                    | Club                   | País     | Año  |
| ------------------------- | ---------------------- | -------- | ---- |
| Liga Nacional de Honduras | Club Deportivo Olimpia | Honduras | 2011 |
| Liga Nacional de Honduras | Club Deportivo Olimpia | Honduras | 2012 |